# Odore di chiuso
Odore di chiuso è un romanzo giallo pubblicato nel 2011 e scritto da Marco Malvaldi.

## Trama
La storia è ambientata nell'anno 1895, in un castello nella Maremma toscana, e ha come protagonista Pellegrino Artusi (1820–1911).
Il Castello di Roccapendente è abitato da Romualdo Bonaiuti, settimo barone di Roccapendente, e dalla sua famiglia: l'anziana e scorbutica baronessa madre Speranza, lo sfaccendato e spesso ubriaco figlio Lapo, l'altro figlio, Gaddo, poeta vanaglorioso che desidererebbe incontrare Giosuè Carducci, la figlia Cecilia, intelligente e capace, ma oppressa dal ruolo della donna nobile del tempo, e le due cugine del barone, zitelle e pettegole, Cosima e Ugolina Bonaiuti Ferro. Al castello vi è inoltre una numerosa servitù tra la quale spiccano il maggiordomo Teodoro, la cameriera Agatina, la signorina Barbarici, dama di compagnia della signora Speranza, e la cuoca Parisina. Al castello arrivano come ospiti il signor Ciceri, fotografo, e l'ingombrante e baffuto Pellegrino Artusi, preceduto dalla sua fama di cuoco, letterato e scrittore, del quale è nota l'opera La scienza in cucina e l'arte di mangiar bene. Mentre gli ospiti soggiornano al castello, avviene l'irreparabile: il maggiordomo Teodoro viene trovato morto e il giorno seguente qualcuno spara al barone. Pellegrino Artusi diventa così l'involontario protagonista di un'indagine, di cui si occupa il delegato Artistico.

## Personaggi principali

### Membri della famiglia Bonaiuti
- Romualdo
- Speranza
- Lapo
- Gaddo
- Cecilia
- Cosima Ferro
- Ugolina Ferro

### Servitù nel castello
- Annamaria Barbarici
- Teodoro
- Agatina
- Parisina
- Amidei

### Altri personaggi
- Pellegrino Artusi
- Fabrizio Ciceri
- Dottor Bertini
- Il delegato Artistico

## Edizioni
- Marco Malvaldi, Odore di chiuso, Sellerio, Palermo 2011
- Alessandro Benvenuti legge Odore di chiuso di Marco Malvaldi; regia Flavia Gentili, Emons Italia, Roma 2011
- Odore di Chiuso di Marco Malvaldi; legge: Fernando Brusca, Centro Internazionale del Libro Parlato, Feltre 2011
- Id. Odore di chiuso, La Biblioteca di Repubblica-L'Espresso, Roma 2013
- (EN)  Id. The art of killing well, translated from the italian by Howard Curtis, Maclehose Press, London 2015